# Чисельні дані
У статистиці, підрахунок даних являє собою тип статистичних даних, тип даних, в якому спостереження можуть приймати тільки невід'ємні цілі значення {0, 1, 2, 3, …}, і де ці числа виникають з підрахунку, а не з рейтингу. Статистична обробка підрахунку даних відрізняється від бінарних даних, в яких спостереження можуть приймати тільки два значення, як правило, представлені 0 і 1, а з порядкових даних, які також можуть складатися з цілих, але де окремі значення підпадають під принцип довільного масштабу і тільки відносне ранжирування має важливе значення.
Статистичний аналіз за участю підрахунку даних включає в себе прості лічильники, як-от кількість входжень гроз протягом календарного року, і категоричні дані, в яких підрахунки представляють число елементів, що входять до кожної з декількох категорій.

## Кількість змінних
Окрема частина графа даних часто називається змінною лічильника. Коли така змінна розглядається як випадкова величина, розподіл Пуассона, біноміальний і негативний біноміальний розподіл, як правило, використовуються для представлення цього розподілу.

## Графічна перевірка
Графічне дослідження даних підрахунку може бути полегшено використанням перетворень даних, які обираються так, щоб  стабілізувати дисперсію вибірки. Зокрема, перетворення квадратний корінь може бути використано, коли дані можуть бути апроксимовані розподілом Пуассона (хоча інші перетворення мають дещо покращені властивості), тоді як у випадку апроксимації біноміальним розподілом більш відповідним буде обернене перетворення синуса.

## Щодо підрахунку даних за всіма іншими змінними
Тут змінна лічильник буде розглядатися як залежна змінна. Статистичні методи, як-от дисперсійний аналіз, призначені для боротьби з безперервними залежними змінними. Вони можуть бути адаптовані для роботи з даними підрахунку за допомогою перетворень даних, таких як квадратний корінь трансформації, але такі методи мають кілька недоліків; вони є наближеними і оцінки параметрів важко інтерпретувати.
Розподіл Пуассона може служити основою для деяких аналізів даних підрахунку і в цьому випадку можуть бути використані регресії Пуассона. Це окремий випадок класу узагальнених лінійних моделей, який також містить конкретні форми моделі, здатної використовувати біноміальний розподіл (біноміальної регресії, логістичної регресії) або від'ємний біноміальний розподіл, де порушуються припущення моделі Пуассона, зокрема, коли діапазон значень лічильника обмежений.